# 遼寧河流列表
遼寧河流列表，列舉全部或部分在遼寧省境內的河流，並依照流域排列；支流則由河口至源頭排序。
辽宁省境内有大小河流390多条，总长约16万公里。較大河流有辽河、浑河、大凌河、太子河、绕阳河以及中，朝两国界河鸭绿江等，形成該省的主要水系。其中最大的辽河列名全國七大水系之一，其餘河流則統稱為「遼寧沿海諸河」。
境内大部分河流自东、西、北三个方向往中南部汇集注入渤海。

## 遼河口以西諸河流
- 六股河（葫蘆島市）
- 小凌河（葫蘆島市、錦州市）
  - 女兒河
- 大凌河（盤錦市）
  - 大凌河西支
  - 牤牛河：跨省區河流，上游位於內蒙古境內。

## 遼河水系
- 辽河（盤錦市）
  - 绕阳河
  - 柳河：跨省區河流，上游位於內蒙古境內。
  - 養息牧河
  - 秀水河：跨省區河流，上游位於內蒙古境內。
  - 柴河
  - 清河
    - 寇河

  - 招蘇台河：跨省河流，上游位於吉林境內。
  - 東遼河：跨省區河流，上、中游各有一小段為遼寧、吉林界河，下游位於內蒙古、遼寧境內。
  - 西遼河：跨省區河流，下游分屬遼寧、內蒙古、吉林，中、上游位於內蒙古境內。
    - 老哈河：跨省區河流，上游位於河北境內，中游一度為內蒙古、遼寧界河，下游位於內蒙古境內。
      - 蹦河：跨省區河流，下游位於內蒙古境內。（下游為季節性河流）
- 大辽河（盤錦市、營口市）
  - 浑河
    - 蒲河
    - 蘇子河

  - 太子河

## 遼河口以東諸河流
- 大清河（營口市）
- 复州河（大連市）
- 碧流河（大連市）
- 大洋河（丹東市）
  - 哨子河
- 鸭绿江（丹東市）：跨國、跨省河流，中國、朝鮮界河。
  - 靉河
  - 蒲石河
  - 浑江：跨省河流，上游位於吉林境內。